# Aurore Martin
Aurore Martin (Oloron-Sainte-Marie, 3 de enero de 1979) es una política vasca de ideología nacionalista vasca. Miembro de Batasuna, formación ilegalizada en España el 5 de junio de 2003 pero legal en Francia como asociación cultural.

## Biografía

### Orden de detención europea
El 13 de octubre de 2010, la Audiencia Nacional española, por medio del Juzgado Central de Instrucción número 5, emite una euroorden donde se le imputa un delito de "integración en organización terrorista". Como miembro de la Mesa Nacional de Batasuna conformada en enero de 2006, se le acusaba de haber participado en actos públicos, ruedas de prensa y entrevistas a ambos lados de la frontera en 2006 y 2007, así como de haber recibido giros bancarios por orden de EHAK.  A pesar de que el 8 de junio el Tribunal de Pau rechazó la orden por estar insuficientemente motivada, Martin fue detenida el 9 de noviembre de 2010. Se trataba de la primera vez que un tribunal francés aceptaba extraditar a un miembro de Batasuna de nacionalidad francesa. El Tribunal de Apelación de Pau ordenó la puesta en libertad bajo control judicial hasta que se pronunciara el 23 de noviembre.

### Paso a la clandestinidad
El 21 de diciembre, a raíz de la aceptación por parte de la justicia francesa de su extradición a España, Martin comunica públicamente que decide esconderse para evadir la orden de arresto. Permaneció desde ese momento en busca y captura. Durante esos meses, electos del País Vasco francés la acogieron en sus casas. El 21 de junio de 2011 la policía francesa entró en la casa donde se encontraba y la arrestó. Sin embargo, un grupo de más de un centenar de personas que se encontraba afuera impidió que fuera llevada del lugar, logrando que la liberaran. En la clandestinidad, anunció mediante una carta dirigida al diario Euskal Herriko Kazeta su intención de concurrir como candidata a las elecciones cantonales de 2011 por Tardets (Pirineos Atlánticos) en el grupo Euskal Herria Bai, en sustitución de Gilen Iriart.

### Vuelta a la vida pública
El 3 de junio de 2011, explica en una entrevista acordada con la Euskal Herriko Kazeta y Mediapart su deseo de recomenzar una vida pública normal. El 18 de junio de 2011 reaparece públicamente, con ocasión de una jornada realizada en Biarritz contra la orden de arresto europea. El 21 de junio de 2011, la policía francesa intenta detenerla en la rue des Basques en Bayona. Activistas y simpatizantes de la izquierda abertzale, funcionarios locales y ciudadanos evitan su detención de nuevo confrontándose con la policía. El 10 de diciembre de 2011 participó en una marcha en Bayona sin ser detenida a pesar de la orden de la orden de detención.

### Extradición a España
El 1 de noviembre de 2012, la policía francesa detiene a Aurore Martin durante un control rutinario en la localidad gala de Maule. Posteriormente es trasladada a la frontera con España para ser extraditada. El 2 de noviembre la Audiencia Nacional la envía a prisión a pesar de solicitar su intención de someterse a regresar a su domicilio bajo control policial. El magistrado sin embargo negó la petición al apreciar "peligro de sustracción a la justicia". Permaneció en la prisión de Soto del Real hasta el 22 de diciembre de 2012, momento en el que fue puesta en libertad tras el depósito de una fianza de 15000 euros.

#### Diversas reacciones
Tras la detención diversos políticos y personalidades manifestaron reacciones denotando sorpresa y preocupación, incluyendo cargos electos de todas las tendencias políticas de iparralde. El caso de Aurore Martin tuvo un considerable seguimiento mediático en la prensa francesa, así como entre organismos relacionados con los derechos humanos en ese país.
La presidenta de las Juntas Generales de Guipúzcoa, Lohitzune Txarola, comparó el hecho con la entrega a la policía franquista por parte de los nazis de Lluís Companys. Xabi Larralde, portavoz de Batasuna, interpretó el hecho dentro del proceso de paz como un ataque directo a la hoja de ruta de Ayete. Aralar valoró que la detención demuestra que la situación política no está aún normalizada. Por su parte, políticos de la izquierda abertzale como Pernando Barrena o Joseba Álvarez, iniciaron una campaña en internet solicitando la liberación de Martin al propio presidente francés, François Hollande. El movimiento Batasuna estimó que el ministro Manuel Valls había roto un acuerdo tácito y expuso sus dudas sobre el carácter fortuito de la detención. Hollande por el contrario rechazó haber influido en la detención de Aurore Martin, aunque algún medio francés informó que Hollande dio luz verde a su entrega.
El 5 de noviembre varios centenares de personas se manifestaron ante la delegación del Gobierno en la localidad de Bayona contra el arresto y la entrega a España de la exdirigente de Batasuna. La manifestación estuvo apoyada por diversos cargos públicos locales de varias tendencias políticas.

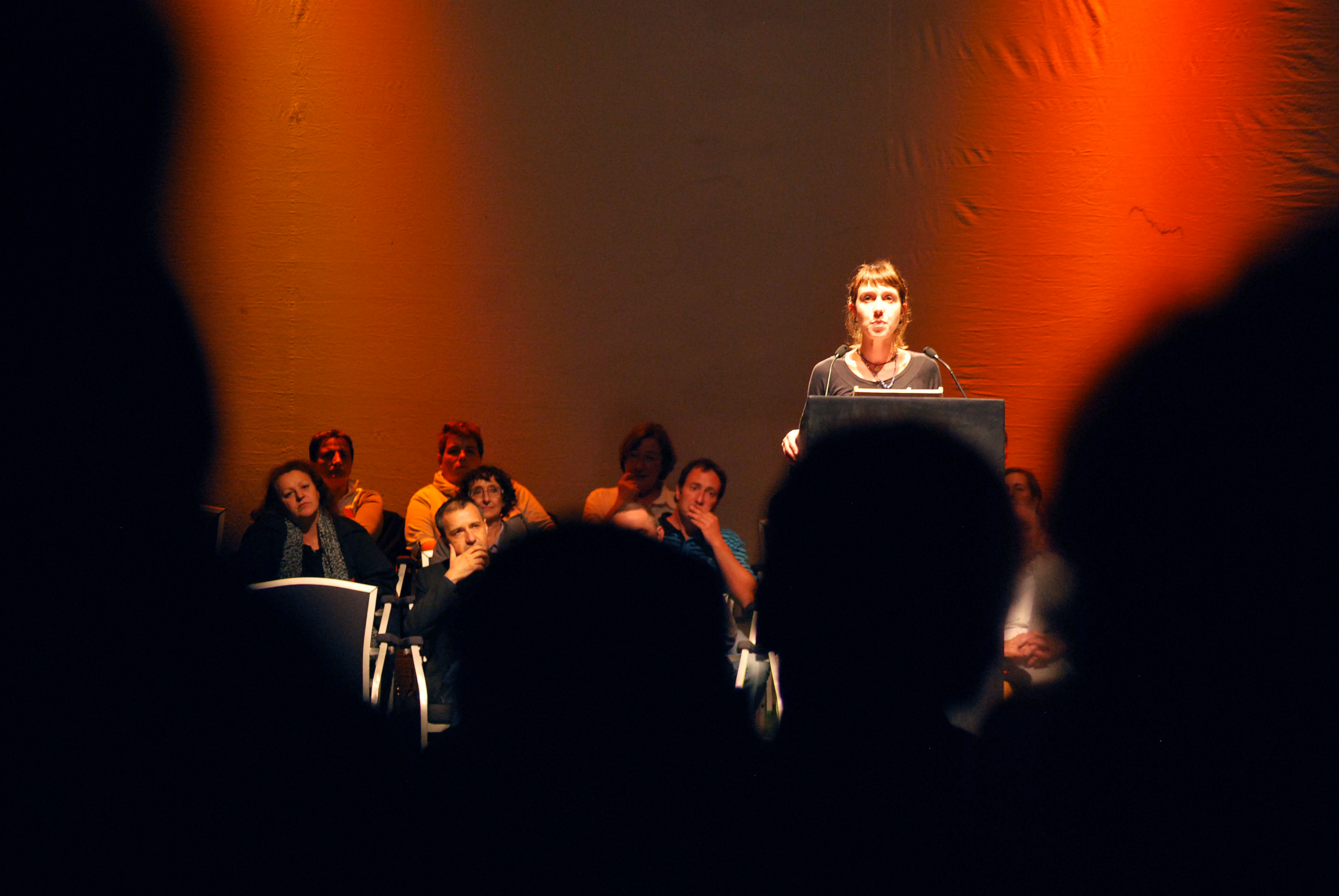
Aurore Martin en el acto de Biarritz del 18 de junio de 2011, tras aparecer de nuevo en público

## Controversia

### La orden de detención europea
La orden de detención europea, adoptada en 2002, sustituye al sistema de extradición, obligando a cada autoridad judicial nacional a reconocer de inmediato, y con controles mínimos, la solicitud de entrega de una persona formulada por una autoridad judicial de otro Estado miembro.
Algunos países se mostraron en principio reacios a su aprobación. Hasta ocho de quince declararon excepciones en los comienzos. Francia, Italia, Austria así lo hicieron para garantizar que la orden no se aplicara con carácter retroactivo. Finalmente la orden marco entró en vigor el 1 de enero de 2004 y sustituyó a los textos existentes en la materia. La orden vino a acabar con los largos y laboriosos procesos de extradición y supone un reconocimiento mutuo y automático de las decisiones judiciales, no sólo las sentencias, en la persecución de 32 delitos graves.
Desde entonces la orden de detención se ha venido aplicando con éxito. Sin embargo, periódicos como The Guardian señalaron que algunos países la han estado utilizando para delitos menores, lo cual podría suponer un alto coste humano. La Comisión Europea solicitó a los Estados miembros que no utilizaran la orden en casos poco graves por considerar que ello podría socavar su eficacia.
Florence Castex, diputada europea y vicepresidenta de la Comisión de Asuntos Jurídicos del Parlamento Europeo, afirma que actualmente existe gran diversidad en los sistemas penales de los estados de la Unión Europea y esto puede dar lugar a casos como el de Martin. Diputados, como la francesa Colette Capdevielle, señalan que este hecho puede comprometer la correcta aplicación de la orden. En este caso, países como Francia defienden la libertad de expresión como derecho fundamental, lo cual puede chocar con legislaciones estrictas, como la ley antiterrorista española en la cual, la lucha contra la violencia es una prioridad.

## Artículos relacionados
- Ley de Partidos
- Legislación antiterrorista española
- Batasuna
- Espacio de libertad, seguridad y justicia de la Unión Europea